# Улуир
Улуир — река в России, протекает в Республике Башкортостан и Челябинской области. Устье реки находится в 282 км по левому берегу реки Ай. Длина реки составляет 38 км, площадь водосборного бассейна 327 км².

## Притоки
- 15 км: Терменевский ручей
- 16 км: Терменевский источник
- 22 км: Салиаз
- 26 км: Месекелга

## Данные водного реестра
По данным государственного водного реестра России относится к Камскому бассейновому округу, водохозяйственный участок реки — Ай от истока и до устья, речной подбассейн реки — Белая. Речной бассейн реки — Кама.